# Herzogiella adscendens
Herzogiella adscendens är en bladmossart som beskrevs av Iwatsuki och Wilfred Borden Schofield 1973. Herzogiella adscendens ingår i släktet spretmossor, och familjen Hypnaceae. Inga underarter finns listade i Catalogue of Life.